# Writer’s Block (песня)
«Writer’s Block» — сингл Royce da 5'9" из его пятого студийного альбома Success Is Certain. Выпущен в 2011 году. Записан совместно с Эминемом, который поёт только припев песни. Сингл спродюсирован StreetRunner и Sarom Soundz.

## Информация
Песня была записана совместно с Эминемом в качестве группы Bad Meets Evil, позже группа начала запись дебютного EP Hell: The Sequel. Также после выпуска сингла стало известно, что «Writer’s Block» войдёт в альбом Ройса «Success Is Certain», который будет выпущен 26 июля 2011 года.

## Музыкальное видео
Видеоклип на песню был выпущен довольно скоро, после выхода в свет трека, и найти ролик можно на видеохостинге YouTube. Стоит отметить, что сам Эминем не был замечен в клипе.

## Позиции в чартах
Сингл дебютировал под 199 номером в UK Singles Chart.